# 軍浦市

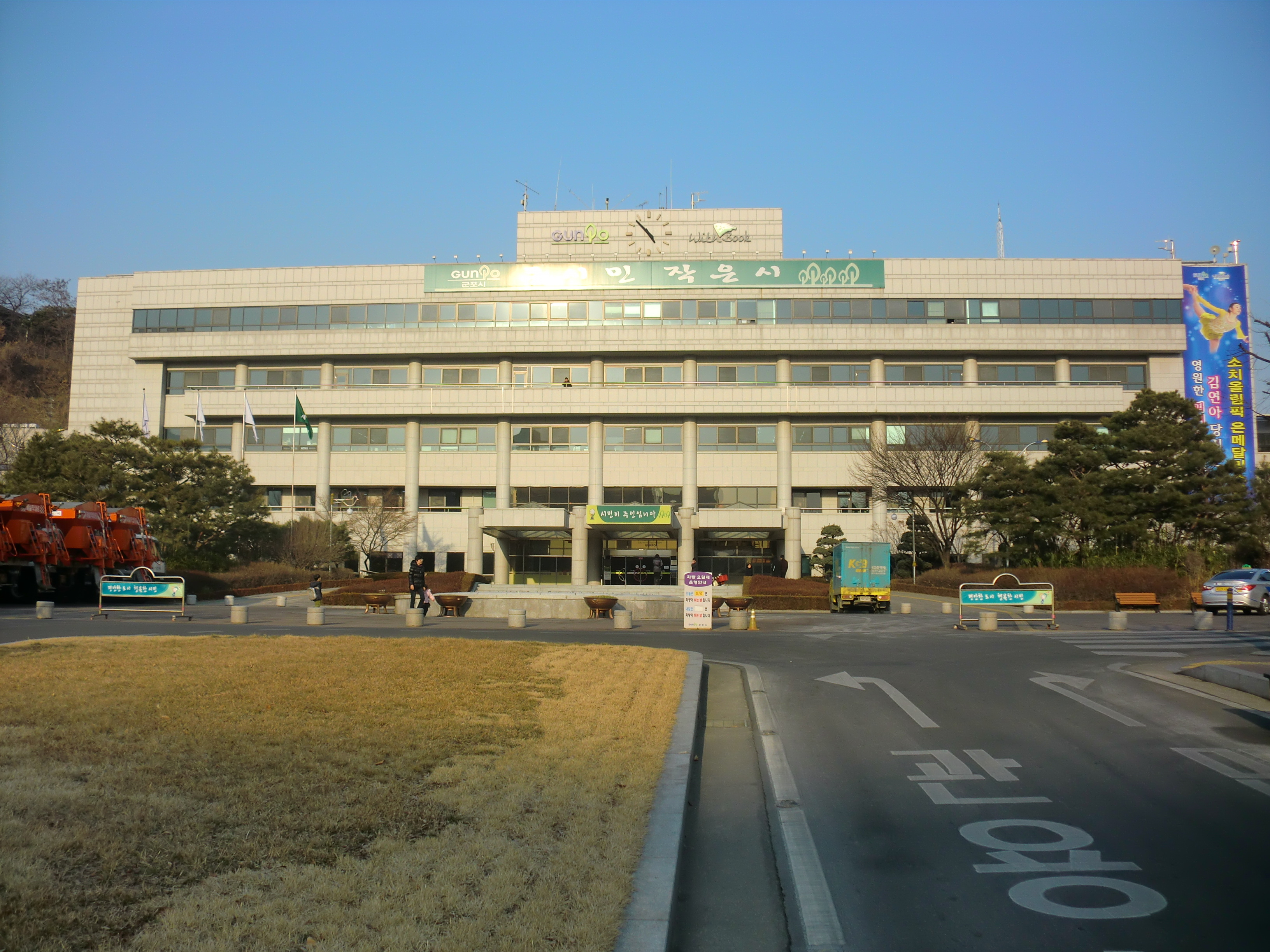
軍浦市庁

軍浦市（クンポし）は、大韓民国京畿道の西部にある市である。

## 沿革
- 1989年1月1日 - 始興郡軍浦邑が市制施行し、軍浦市となる。
- 1994年 - 安養市東安区の一部を編入。
- 1994年12月26日 - 華城郡半月面の一部を編入。

## 行政

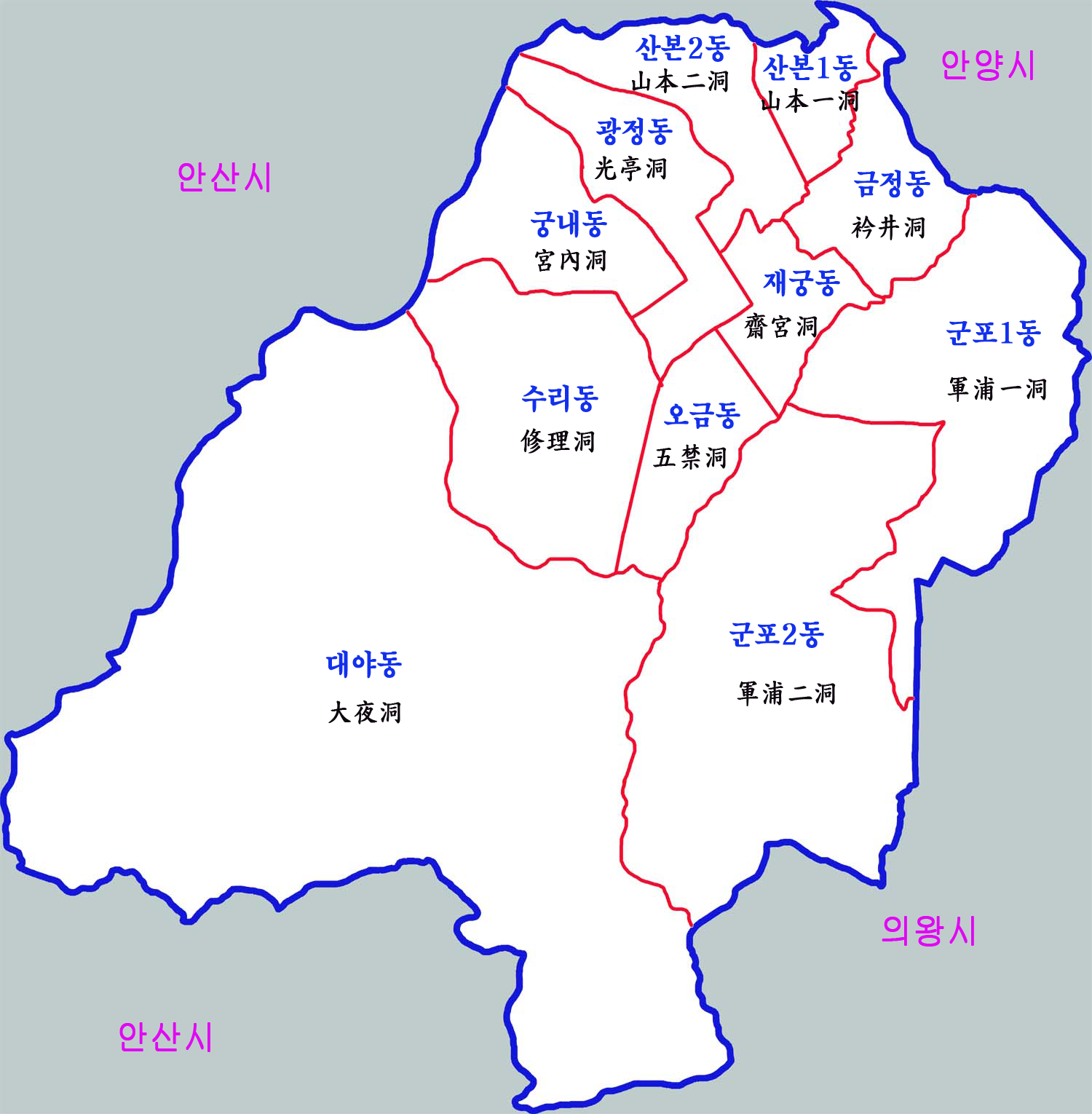
行政区域図

### 行政区域
| 行政洞  | 法定洞                     |
| ------- | -------------------------- |
| 軍浦1洞 | 堂洞、堂井洞               |
| 軍浦2洞 | 堂洞、富谷洞               |
| 山本1洞 | 山本洞                     |
| 山本2洞 | 山本洞                     |
| 修理洞  | 山本洞                     |
| 宮内洞  | 山本洞                     |
| 光亭洞  | 山本洞                     |
| 衿井洞  | 衿井洞                     |
| 斎宮洞  | 衿井洞                     |
| 五禁洞  | 山本洞、衿井洞             |
| 大夜洞  | 屯垈洞、速達洞、大夜味洞   |
| 松富洞  | 富谷洞、大夜味洞、渡馬橋洞 |

### 警察
- 軍浦警察署

### 消防
- 軍浦消防署

## 交通

### 鉄道
- 首都圏電鉄1号線
  - 衿井駅 - 軍浦駅 - 堂井駅
- 果川線
  - 衿井駅
- 安山線
  - 衿井駅 - 山本駅 - 修理山駅 - 大夜味駅

### 高速道路
- ソウル外郭循環高速道路
  - 山本インターチェンジ
- 嶺東高速道路
  - 軍浦インターチェンジ - 東軍浦インターチェンジ（江陵方面のみ出入可能）

### 国道
- 国道47号線（朝鮮語版）